# Shahrak-e Babak
Shahrak-e Bābak o Shahrak-e Āzādī (farsi شهرك بابك) è una città dello shahrestān di Andimeshk, circoscrizione Centrale, nella provincia del Khūzestān. Aveva, nel 2006, una popolazione di 4.576 abitanti.